# 陳光
陳 光（ちん こう、1996年7月21日 - ）、本名は八雲 翔（やくも しょう）、日本のモデル・ゲイポルノ男優。

## 人物
1996年京都府生まれ。趣味はゴルフ。セックスは愛のコミュニケーションの最高の形であると信じている。
ゲイビデオを撮っていたが、実は女性が好きだった。男性同士の性行為にとても興味があったため、この業界に入った。
GVを創ると決めたとき、自分の活動のための芸名、つまりニックネーム的な名前を考えたいと思った。名前については、日本を抜け出してアジア市場に進出するという決意を示すと同時に、ふざけニュアンスも加えたいと考え、果てに『陳光』という名前を思いついた。このデザインは、中国の苗字に多い漢字『陳』と、『アジアで輝く存在になりたい』というねがいを表す『光』の文字を借用し、日本語の同音異義語『ちんこ』をたくみに利用している。

## 出演作品

### 八雲翔 名義

#### アダルトビデオ
2017年
- 【TM-NG024】ノンケ逆ナンパ!! part24（11月17日、TRANCE VIDEO）

2018年
- 【TM-MG001】面接喰い part1（1月19日、TRANCE VIDEO）
- 【TM-GN080】ガチ!!〜ノンケの本能〜 part80（2月16日、TRANCE VIDEO）
- 【TR-ZS014】ザーメンソムリエ part14（4月6日、TRANCE VIDEO）
- 【TO-DS002】電動射精 part2（4月27日、TRANCE VIDEO）
- 【TM-OP036】俺はペット part36（5月18日、TRANCE VIDEO）
- 【TR-ZT001】絶頂TAXI part1（6月1日、TRANCE VIDEO）
- 【TM-PB003】ペニバンBTM part3（7月20日、TRANCE VIDEO）
- 【TR-HS020】ハイスクール!男組 part20（8月3日、TRANCE VIDEO）- 共演：五十嵐裕也、大野祐樹
- 【TM-GN089】ガチ!!～ノンケの本能～ part89（9月21日、TRANCE VIDEO）
- 【TO-HN012】ホントにあったノンケの情事 case12（9月28日、TRANCE VIDEO）
- 【TR-CC005】Cum Cum part5（10月5日、TRANCE VIDEO）- 共演：西勇斗
- 【TR-HO023】働く男達 part23（11月2日、TRANCE VIDEO）- 共演：五十嵐裕也
- 【TO-RQ023】リクエスト part23（11月23日、TRANCE VIDEO）- 共演：新垣淳

2019年
- 【TO-HN01A3】ホントにあったノンケの情事 case13（2月22日、TRANCE VIDEO）
- 【TR-BB006】BODY BATTLE part6（6月7日、TRANCE VIDEO）- 共演：五十嵐裕也、和田翔太
- 【TO-RQ033】リクエスト part33（10月23日、TRANCE VIDEO）- 共演：大野祐樹

### 陳光 名義

#### アダルトビデオ
2021年
- 【FC2PPV-1747632】人気モデル陳光参上！エロすぎるセックス披露！チンポ生挿入で夢中で腰振る恍惚の表情は必見！（3月10日、おなコレ）
- 【FC2-PPV-1840021】人気絶頂！陳光ご褒美生セックス！筋肉美イケメンのこんな卑猥な姿が見れちゃうなんてエロすぎます！（5月28日、おなコレ）
- 【FC2-PPV-1899950】陳光が筋肉髭上司を犯す！白昼堂々上司と部下の秘密の情事…濃厚なキスを何度も交わすスーツFUCK！（7月2日、おなコレ）- 共演：結城悠
- 【CR-0461】ソクハメ!!vol.423 純度100％リアルノンケのマジ性態!!Twitterでスカウトした超絶S級モデル陳光（ちんこう）くん25歳!!全身のバランスを考えて鍛え上げられた筋肉と重量感のあるデカマラ、金玉、全てが超S級です!!!（7月9日、CRUISING）
- 【OGP0018】『ノンケ激盗撮Pro.』女の子の手持ちカメラでノンケモデルのリアルな表情まで超激射!!!Twitterでスカウトした超絶S級モデル陳光（ちんこう）くん25歳!!女の子の下着姿で速攻勃起!!パンプアップされた極エロ筋肉で欲望のままハメまくります!!!【生ハメ】（8月2日、G@MESノンケ激盗撮）
- 【FC2-PPV-2089654】イケメンマッチョがアナル初解禁！！初めての肉棒でアナルセックスの快感に目覚める。（8月27日、HIROYA）- 共演：五十嵐裕也
- 【SB-C0040】【欲情〜ノンケの本性〜】あの人気モデル陳光さんがSTR8 BOYS初登場!!性欲剥き出し極上筋肉SEXを魅せつける!!（11月12日、STR8 BOYS）

2022年
- 【FC2PPV-2753655】大人気AV男優陳光が男を犯す！HIROYAが久しぶりにアナルを陳光のために解禁！（3月26日、HIROYA）- 共演：五十嵐裕也
- 【FC-3066573】大人気モデル陳光が男に掘られる！鍛え上げられた完璧な身体は、意外と敏感で陳光のデカマラから我慢汁が・・・（8月3日、HIROYA）- 共演：五十嵐裕也
- 【FC2-PPV-3114429】大人気モデル陳光とHIROYAがローションプレイ！陳光による一方的な最強ご奉仕！（10月21日、HIROYA）- 共演：五十嵐裕也
- 【FC2-PPV-3131251】撮影終わりの陳光が岩盤浴で休憩中に襲われる！？寝込みでも男にしゃぶられるとビンビンに。（11月18日、HIROYA）- 共演：五十嵐裕也

2023年
- 【GV-OAV945】2023正月スペシャル!!《第1弾》スペルマハンドレット!!筋肉雄モデル達が100発の祝砲射精を放つ!!!（1月1日、HUNKオリジナル）

2024年
- 【FC2-PPV-4382479】イケメン男優同士の生中出し交尾！！！陳光が生で男のケツマンコにたっぷり種付けしちゃってます！！！！（4月11日、HIROYA）- 共演：五十嵐裕也、陸上颯斗
- 【FC2-PPV-4480912】【抜き動画】陳光と裕也でご奉仕マッサージ！本日のゲストはデカマライケメンTantanにお越しくださいました（6月22日、HIROYA）- 共演：五十嵐裕也、Tantan
- 【FC2-PPV-4513529】デカマラTantanとイケメンマッチョ陳光が男を廻す！！完全オナホ扱いでガンボリしまくり中出し（8月6日、HIROYA）- 共演：五十嵐裕也、Tantan
- 【FC2-PPV-4574548】後輩AV男優を呼び出して、アナル開発！先輩たち2人によるアナル初掘りが行われる！（11月15日、HIROYA）- 共演：五十嵐裕也
- 【FC2-PPV-2541471】陳光と裕也がイケメン既婚バイセクシャルリーマンのナンパに成功！3人でどエロことしちゃいました！！（12月25日、HIROYA）- 共演：五十嵐裕也、浩暉